# Баркава
Ба́ркава (латыш. Barkava) — населённый пункт в Мадонском крае Латвии. Административный центр Баркавской волости. Находится на региональной автодороге P84 (Мадона — Варакляны). Расстояние до города Мадона составляет около 30 км. В километре к юго-западу находится верховое болото Лиелсалас, в 9 км к востоку — озеро Лубанс.
По данным на 2017 год, в населённом пункте проживало 719 человек. Есть волостная администрация, начальная школа, профессиональное училище, дом культуры, почтовое отделение, автозаправочная станция и библиотека.

## Достопримечательности
В центре Баркавы находится католическая церковь Святого Станислава, построенная в 1822 году взамен деревянной. В селе также есть памятник советским солдатам и братское кладбище, на котором похоронен Герой Советского Союза Иван Данилович Курганский (1908—1944).

## История
4-5 августа 1944 года в районе села состоялся бой между советскими и немецкими войсками.
В советское время населённый пункт был центром Баркавского сельсовета Мадонского района. В селе располагалась центральная усадьба совхоза «Баркава».